# Maurizio Malvestiti
Maurizio Malvestiti, né le 25 août 1953 à Marne en Italie, dans la commune de Filago, est un prélat catholique italien, évêque de Lodi depuis le 26 août 2014.

## Biographie

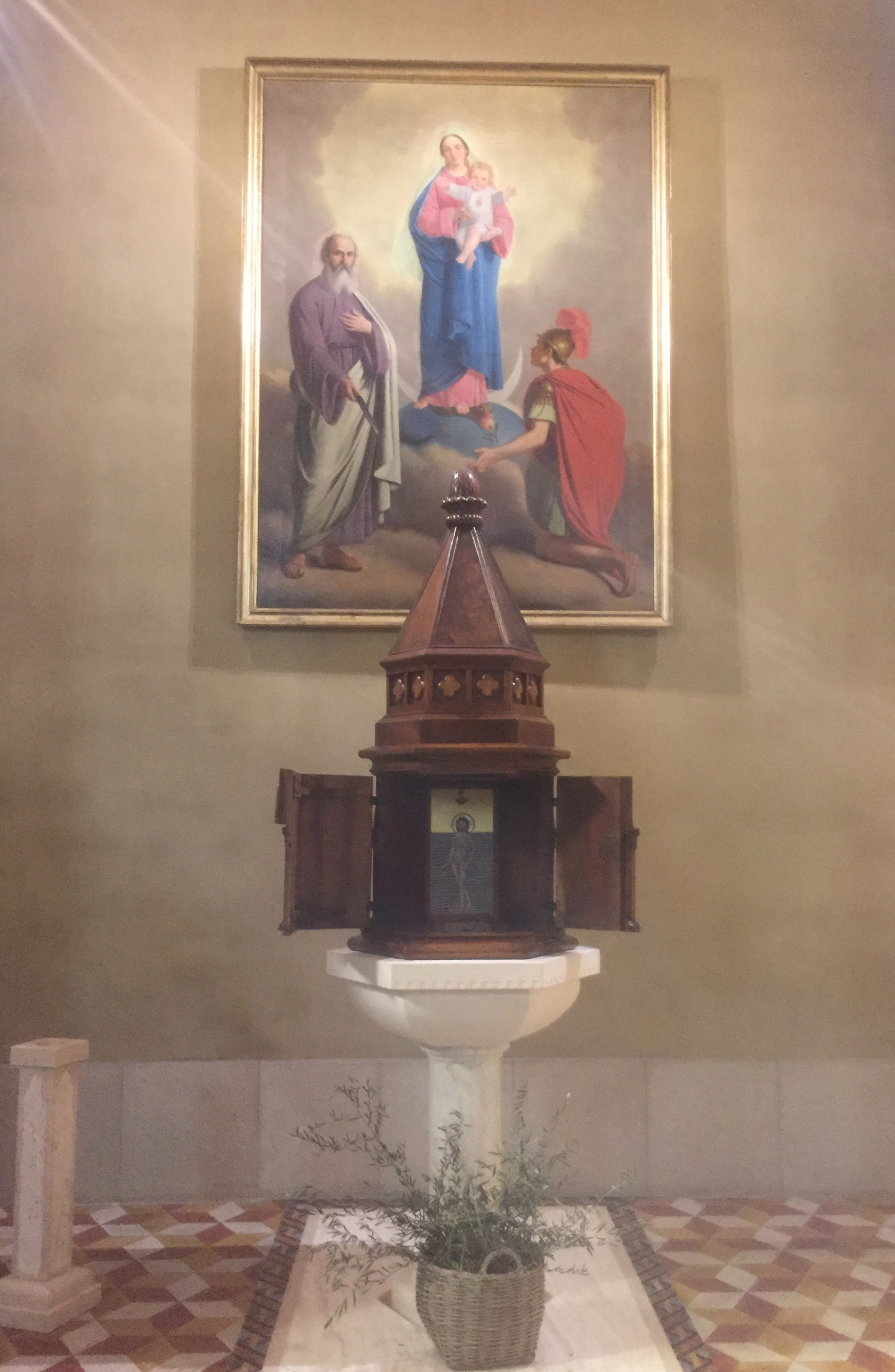
Les fonts baptismaux où Maurizio Malvestiti a été baptisé.

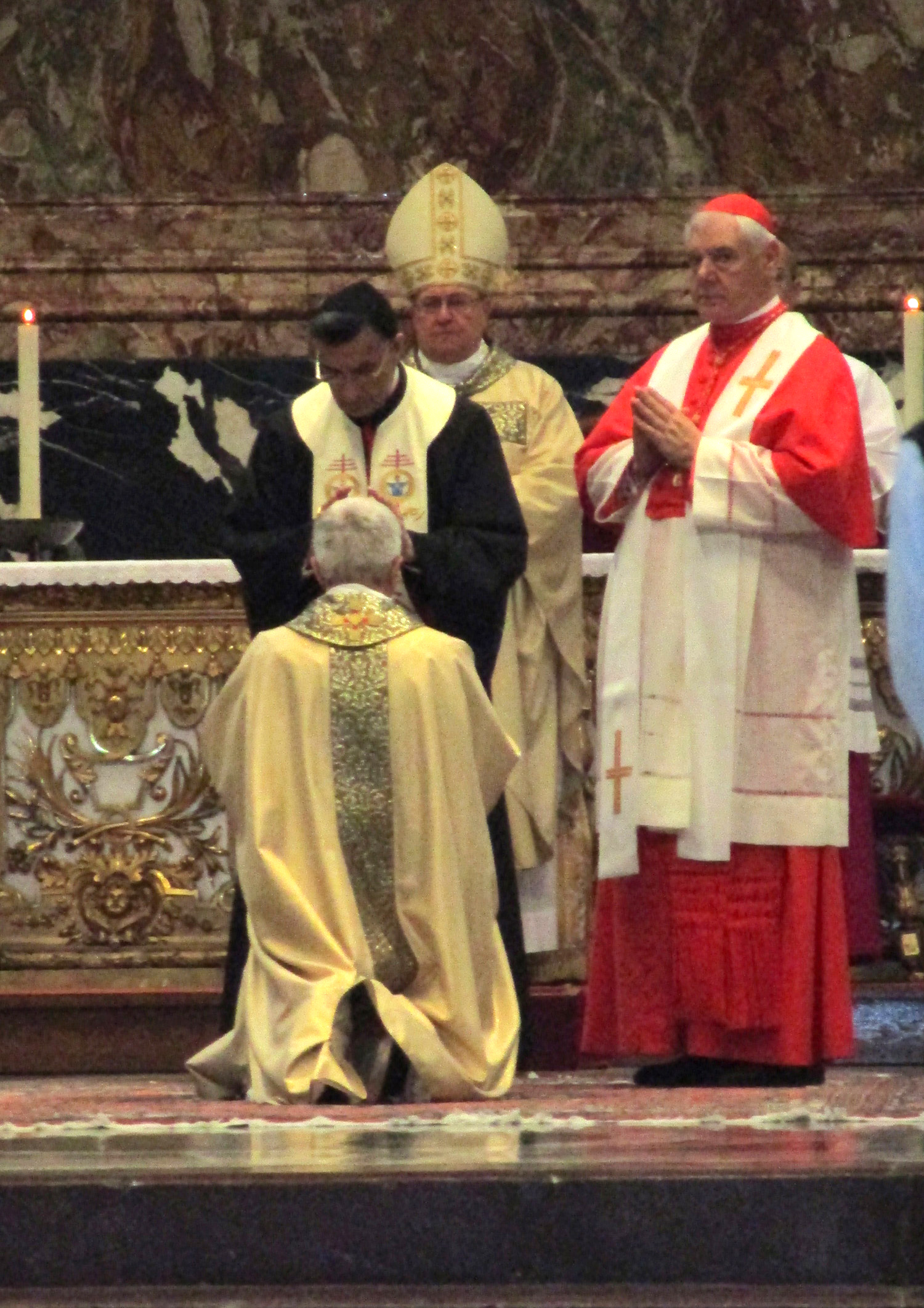
Le patriarche maronite Bechara Boutros Rahi impose ses mains sur la tête de Maurizio Malvestiti durant l'ordination épiscopale. Derrière le patriarche, les cardinaux Sandri et Müller.

Maurizio Malvestiti est né le 25 août 1953 dans un hameau de la commune de Filago, dans la province de Bergame en Italie et il reçoit le baptême en l'église paroissiale Saint-Barthélemy.
C'est au séminaire diocésain de Bergame qu'il fait ses études ecclésiastiques, et est ordonné prêtre le 11 juin 1977. Il poursuit ses études théologiques à Rome et perfectionne aussi ses connaissances en français et en anglais.
Il exerce d'abord son ministère comme vicaire paroissial à Pedrengo. Dès 1978, il est également professeur puis vice-recteur du petit séminaire de Bergame.
En 1994, il rejoint la curie romaine où il devient official, puis chef de service à la Congrégation pour les Églises orientales. Il y occupe en particulier les fonctions de secrétaire particulier auprès des trois cardinaux préfets qui se succèdent à la tête de la congrégation pendant cette période, Achille Silvestrini, Ignace Moussa I Daoud et Leonardo Sandri. En 2009 il est nommé sous-secrétaire (c'est-à-dire numéro 3) de la congrégation. Il est alors également membre de la commission bilatérale entre le Saint-Siège et les États d'Israël et de Palestine.
Il est également professeur à l'Institut pontifical oriental, recteur de l'église Saint-Blaise-des-Arméniens de Rome, chapelain conventuel de l'ordre souverain de Malte.
Le 26 août 2014, le pape François le nomme évêque de Lodi en Lombardie,. Il est consacré le 11 octobre 2014 par le cardinal Leonardo Sandri et installé en la cathédrale de Lodi le 26 octobre, accueilli et proclamé nouvel évêque par le cardinal Angelo Scola. La liturgie solennelle est célébrée par presque tous les prêtres du diocèse, par le chapitre de la cathédrale, par le cardinal Leonardo Sandri et par plusieurs évêques, dont Giacomo Capuzzi, Nino Staffieri, Diego Coletti (it) et Claudio Baggini.
Le 4 juillet 2015 il nomme le père Bassiano Uggè (1968, sous-secrétaire à la conférence épiscopale italienne (CEI))  nouveau vicaire général du diocèse.

## Distinction

### Médailles civiles
- Grand-officier de l'ordre national du service fidèle (en) (Décret du 30 avril 2015 du président Klaus Iohannis[9])

### Rang ecclésiastique
- : Prêtre de l'Église catholique - 11 juin 1977
- : Chapelain de Sa Sainteté - 1996[10]
- : Prélat d'honneur de Sa Sainteté - 26 août 2006
- : Évêque de l'Église catholique - 26 août 2014

### Galerie

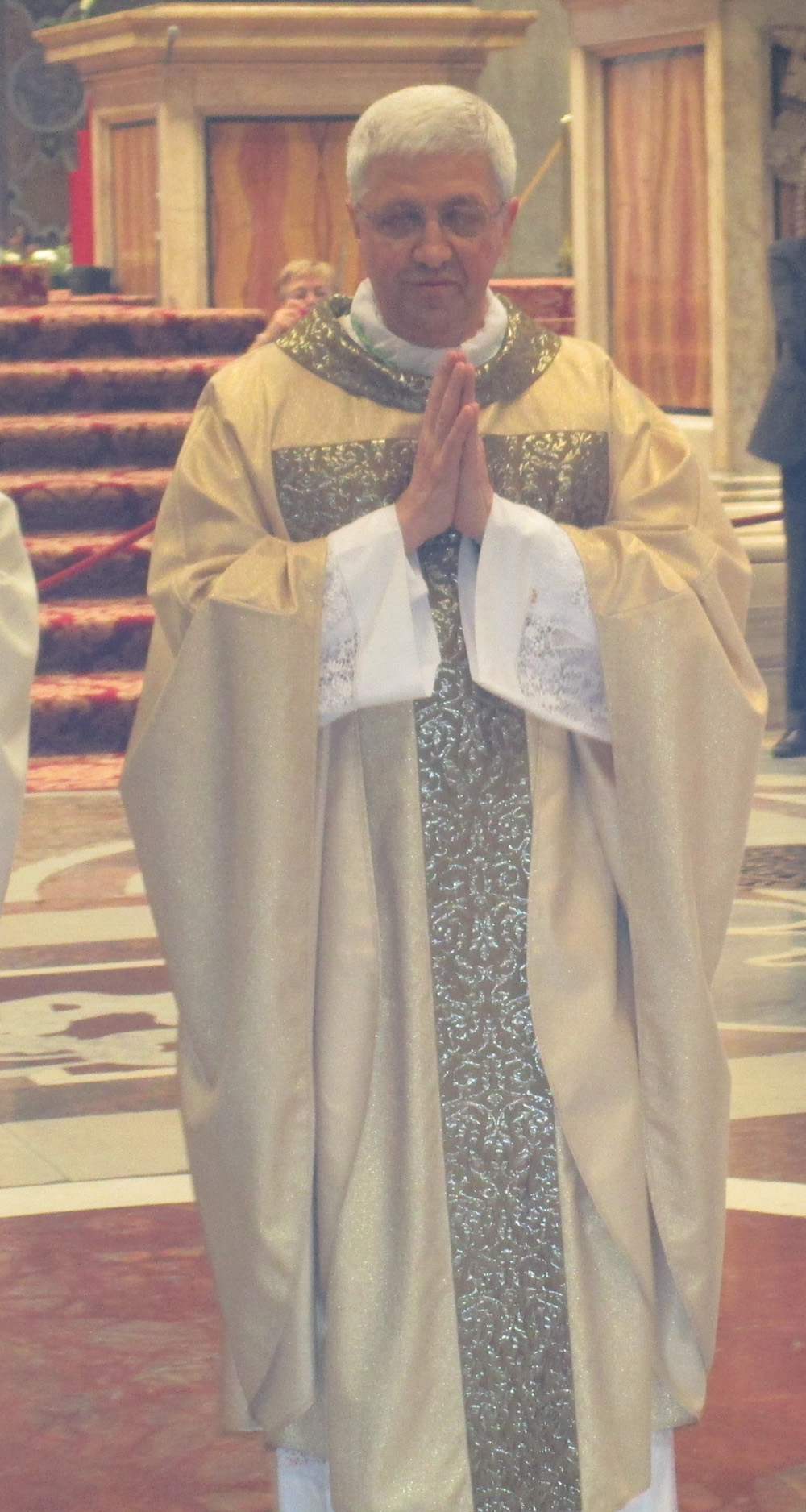
Maurizio Malvestiti, le jour de sa consécration épiscopale, en la basilique Saint-Pierre de Rome
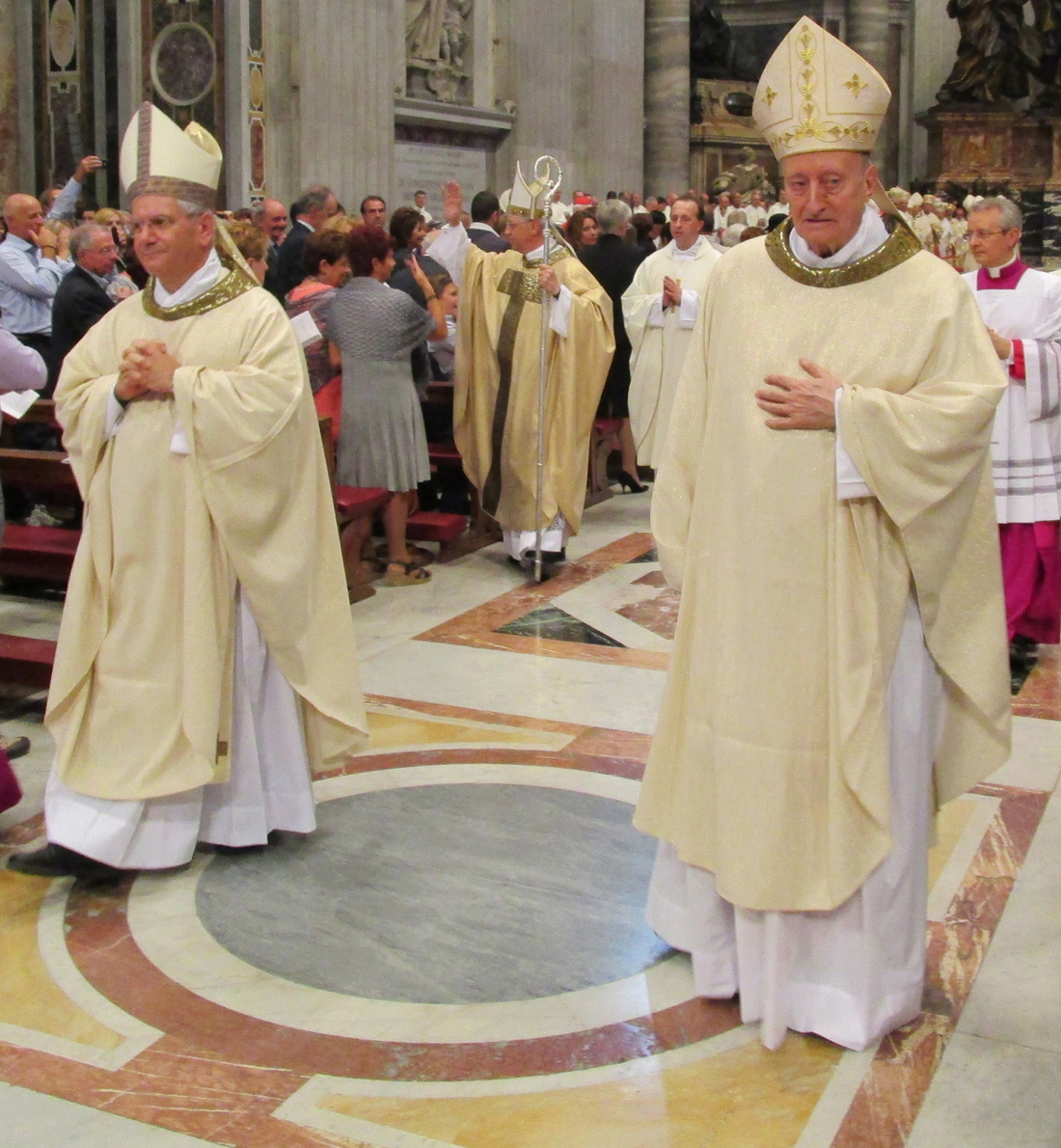
Maurizio Malvestiti, venant d'être consacré évêque, bénit les fidèles. Devant lui Francesco Beschi (it), à gauche, et Giuseppe Merisi, à droite.
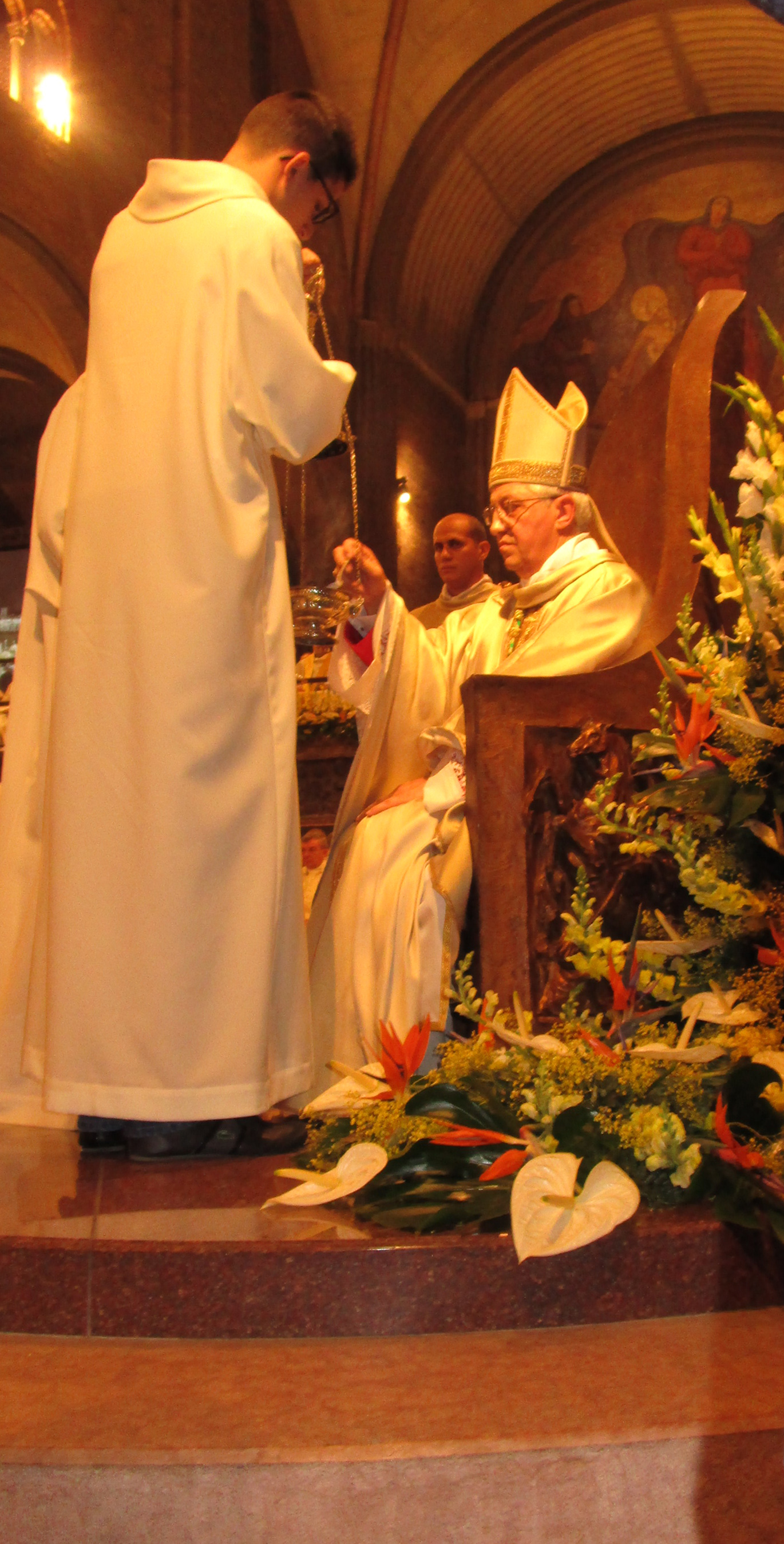
Maurizio Malvestiti est installé sur la cathèdre de son diocèse, dans le dôme de Lodi, le 26 août 2014.
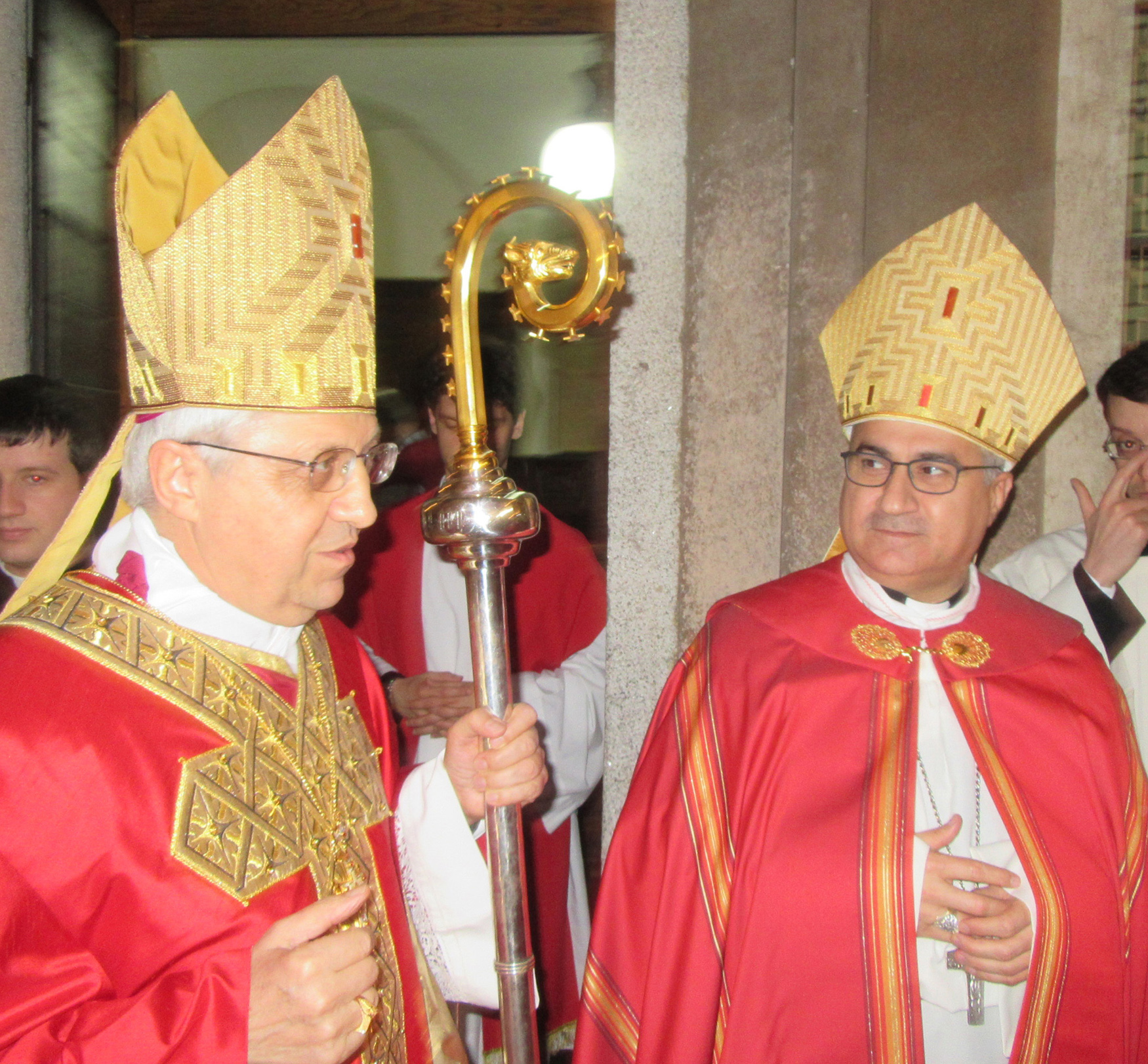
Maurizio Malvestiti et Bashar Matti Warda durant la Vigile nocturne de Pentecôte dans la cathédrale de Lodi, le 14 mai 2016.
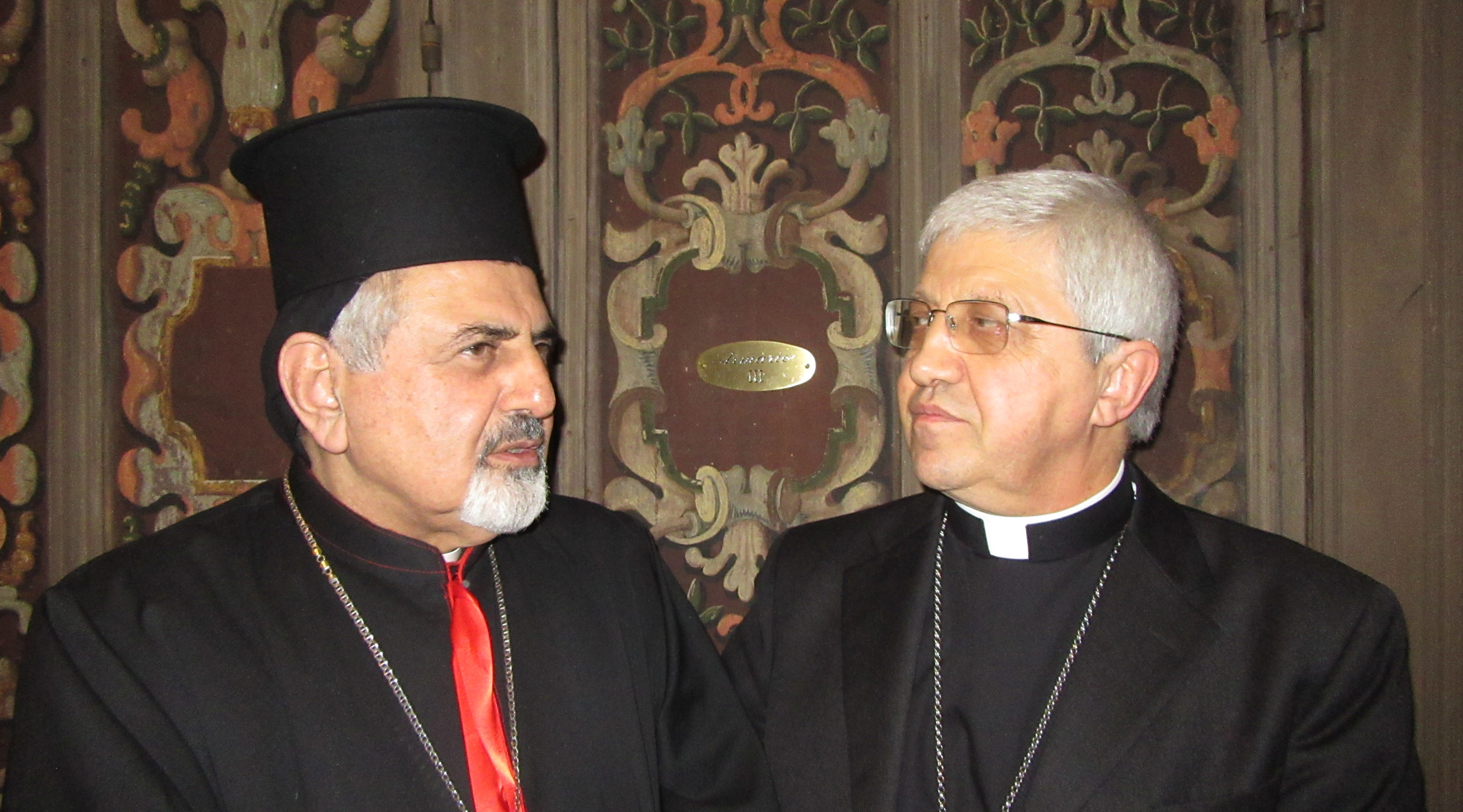
Maurizio Malvestiti (droite) accueille à l'évêché le patriarche Ignace Joseph III, le 20 février 2017.
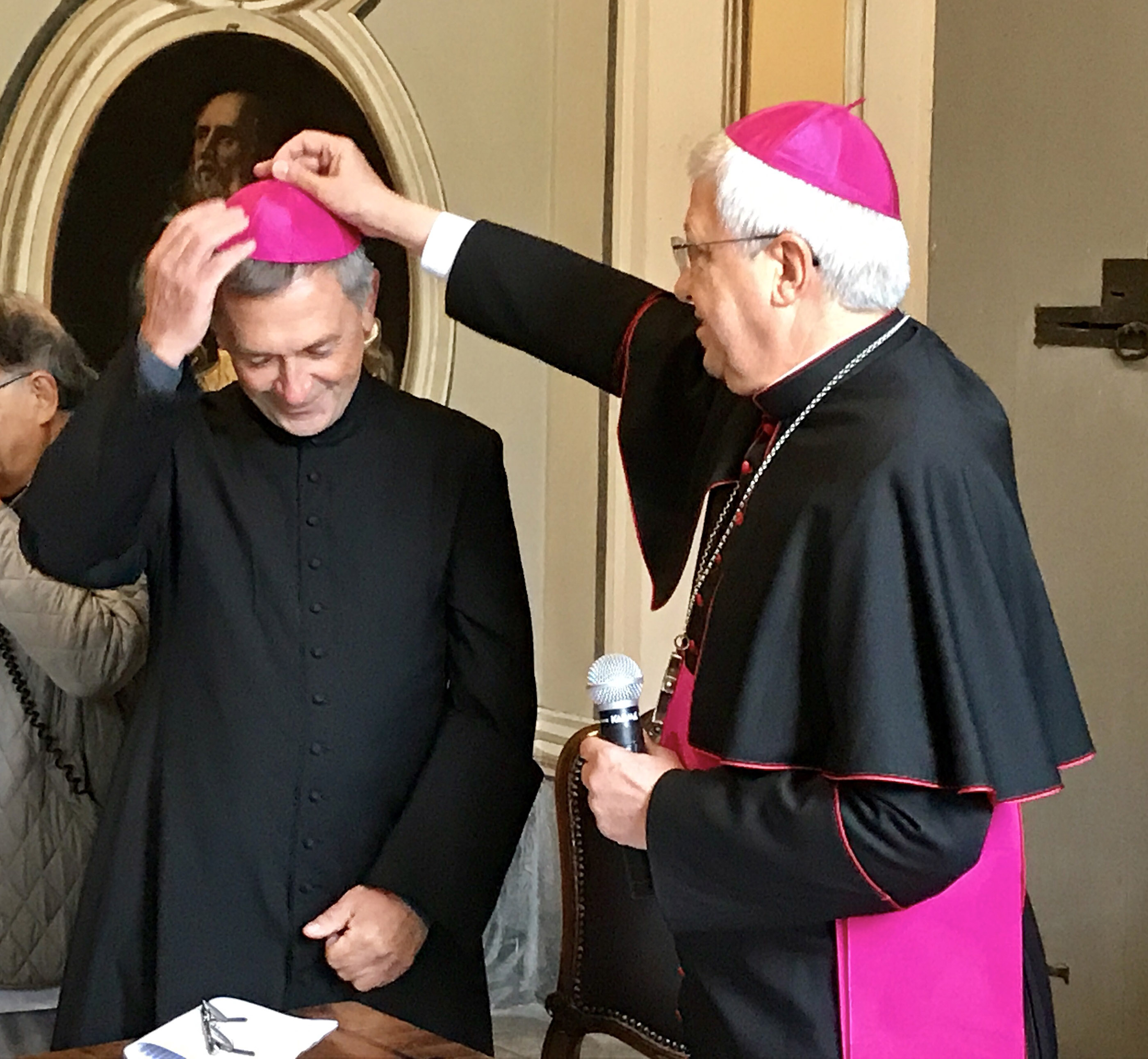
Maurizio Malvestiti impose la calotte à Egidio Miragoli à peine élu évêque de Mondovì le 29 septembre 2017.